# 邬阳乡
邬阳乡，是中华人民共和国湖北省恩施土家族苗族自治州鹤峰县下辖的一个乡镇级行政单位。

## 行政区划
邬阳乡下辖以下地区：
石龙村、邬阳村、斑竹村、凤凰村、龚家垭村、小园村、高桥村、郭家村、百鸟村、栗子村、杉树村、三园村、湾潭河村、云雾村、高峰村和金鸡口村。